# Bernardo de Irigoyen (Misiones)
Bernardo de Irigoyen és una ciutat de la província de Misiones, Argentina. Té 10.889 habitants segons el cens de 2001, i és la capital del Departament General Manuel Belgrano. Porta el nom del destacat polític i diplomàtic Bernardo de Irigoyen.

## Geografia

### Ubicació
La ciutat està situada al punt més oriental de l'Argentina, a la frontera amb Brasil, al costat de Dionísio Cerqueira (estat de Santa Catarina) i Barracão (estat de Paranà), una important entrada al país. Es troba al turó Barracón, a 835 m d'altitud, el punt més alt de Misiones, per la Ruta Nacional 14, que uneix la Mesopotàmia argentina amb altres regions.
El municipi conté part de les 84,000 hectàrees (210,000 acres) del Parc Provincial Urugua-í, creat el 1990.

### Clima
Bernardo de Irigoyen té un clima subtropical humit amb pluges abundants en cada estació (Cfa a la classificació climàtica de Köppen), limitant molt amb un clima subtropical de les terres altes (Cfb), ja que el mes més calorós té una mitjana exacta de 22 °C o 71.6 °F). Per la seva elevació, té el clima més fresc entre les ciutats de la província de Misiones, amb una mitjana anual de 18.3 °C o 64.9 °F.